# Gia Long
Gia Long (8 de fevereiro de 1762 - 3 de fevereiro de 1820; nascido Nguyễn Phúc Ánh, muitas vezes referido simplesmente como Nguyễn Ánh) foi o primeiro imperador vietnamita da dinastia Nguyễn. Foi o unificador do que é hoje o Vietnã moderno, em 1802, fundou a dinastia Nguyễn, a última das dinastias vietnamitas.
Nascido em 8 de fevereiro de 1762, Nguyễn Ánh era filho de Nguyễn Phúc Luân e Nguyen Thi Hoan. Luân era o herdeiro designado do Senhor Nguyễn Phúc Khoát do Vietnã do Sul. No entanto, um mandarim de alto escalão nomeou Trương Phúc Loan mudando a vontade de sucessão de Khoat em seu leito de morte, e instalou seu irmão mais novo, Nguyen Phúc Thuan no trono em 1765. Luân foi preso e morreu no mesmo ano.